# Euke Frank

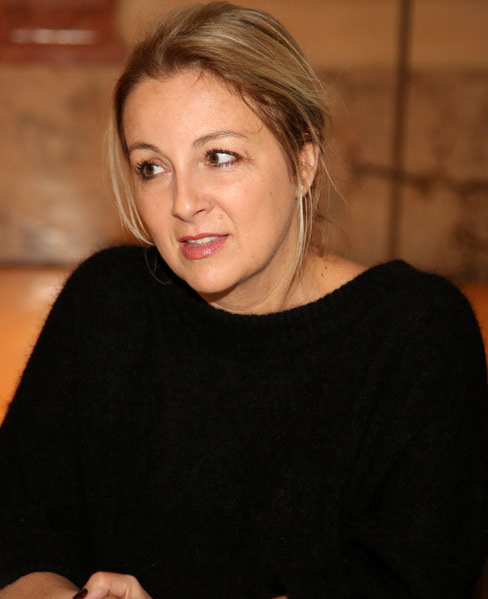
Euke Frank (2014)

Euke Frank (* 17. Dezember 1967 in Linz) ist eine österreichische Journalistin, die seit 2025 bei der Kronen Zeitung für die Magazin-Publikationen verantwortlich ist. Bis Ende 2023 war sie langjährige Chefredakteurin und Herausgeberin der Zeitschrift Woman.

## Leben
Nach der Matura am Gymnasium Rahlgasse in Wien begann Frank ein Studium der Politikwissenschaft und Publizistik an der Universität Wien, welches sie jedoch nicht abschloss.  Während ihres Studiums arbeitete sie nebenher als freie Mitarbeiterin für den Österreichischen Wirtschaftsverlag. Ende der 1980er Jahre wechselte sie zuerst zum Nachrichtenmagazin Profil. Anschließend wechselte sie zur Monatsmagazin Basta und wurde 1990 dessen Chefreporterin.
1993 begann Frank für die Verlagsgruppe News in der Außenpolitik-Redaktion des neu gegründeten Wochenmagazins News, um wenig später in dessen Chronik-Redaktion zu wechseln, deren Ressort-Leitung sie schließlich von 1994 bis 1999 übernahm.
Nach der Geburt ihres zweiten Kindes legte Frank diese Funktion zurück, kehrte aus der Karenz jedoch vorzeitig zur zurück um in der Chefredaktion der von der Verlagsgruppe News 2001 neu gegründeten Frauenzeitschrift Woman die Leitung der Bereiche Aktuell, Karriere, Society zu übernehmen. Ab Jänner 2006 trug sie als Chefredakteurin die Gesamtverantwortung für das mittlerweile auflagenstärkste Frauenmagazin Österreichs sowie für das von ihr konzipierte Online-Portal mywoman.at. Ab Februar 2015 fungierte sie außerdem auch als Herausgeberin der Zeitschrift Woman.
2007 gründete Frank das von der Verlagsgruppe News herausgegebene Hochglanz-Magazin First bzw. 1st und leitete es ein Jahr lang neben der Woman-Redaktion.
2004 veröffentlichte Frank gemeinsam mit zwei Ärzten ein Buch über späte Schwangerschaften. 2006 schrieb sie gemeinsam mit ihrem Lebensgefährten, dem Fernseh-Journalisten Armin Wolf, ein Sachbuch über prominente Quereinsteiger in der Politik, das mehrere Wochen lang Platz 1 in den österreichischen Bestsellerlisten belegte.
Im Dezember 2023 gab sie ihren Rückzug als Chefredakteurin und Herausgeberin des Frauenmagazins Woman mit Jahresende bekannt. Die Chefredaktion übernahm interimistisch ihre bisherige Stellvertreterin Melanie Zingl. Anfang 2025 wurde ihr Wechsel zur Kronen Zeitung bekannt, als Leiterin der Magazine sowie der Bereiche Frauen, Lifestyle, Gesundheit und Wellness.
Euke Frank lebt mit dem ORF-Journalisten Armin Wolf, mit dem sie seit Oktober 2008 verheiratet ist, und ihren beiden Kindern in Wien.

## Kritik der ÖVP
Am 6. Dezember 2021 veröffentlichte sie einen Tweet, in dem sie die Ernennung der Staatssekretärin für Jugend, Claudia Plakolm, kritisiert. Frank stört sich neben dem Alter vor allem an der Höhe des künftigen Gehalts der Staatssekretärin.
Frauenministerin Susanne Raab kommentierte die Twitter-Attacke von Euke Frank als „unerträglich“.

## Schriften
- (gemeinsam mit Nadja Brandstätter und Georg Freude:) Späte Mütter, späte Väter. Babyglück im besten Alter. Linde-Verlag, Wien 2004, ISBN 978-3714200065.
- (gemeinsam mit Armin Wolf:) Promi-Politik. Prominente Quereinsteiger im Porträt. Czernin-Verlag, Wien 2006, ISBN 978-3707600681.